# Широка Балка (Кропивницький район)
Широка Ба́лка — село в Україні, у Долинській міській громаді Кропивницького району Кіровоградської області. Населення становить 376 осіб.

## Географія
У селі бере початок Балка Широка.

## Населення
Згідно з переписом УРСР 1989 року чисельність наявного населення села становила 361 особа, з яких 167 чоловіків та 194 жінки.
За переписом населення України 2001 року в селі мешкало 379 осіб.

### Мова
Розподіл населення за рідною мовою за даними перепису 2001 року:
| Мова       | Відсоток |
| ---------- | -------- |
| українська | 97,34 %  |
| російська  | 2,13 %   |
| білоруська | 0,27 %   |
| угорська   | 0,27 %   |